# 視程外射程ミサイル
視程外射程ミサイル（していがいしゃていみさいる、英語: Beyond-visual-range missile, BVR missile, BVRAAM）とは、20 nmi (37 km)またはそれ以上の有効射程を持つ空対空ミサイルである。この射程は2段式ロケット モーターまたはブースターロケットとラムジェットエンジンの使用によって到達し得る。
さらに射程能力でミサイルは同様にこの射程で目標を追尾するか飛行中に目標を捕捉する能力を備える必要がある。システムはミサイルが使用する情報を飛行中に送信する。

## 概要
初期の空対空ミサイルではミサイルを目標まで誘導する為に発射した機体から照射するセミアクティブ・レーダー・ホーミング（SARH）誘導が使用されていた。最新の世代のBVRミサイルではセミアクティブとアクティブ・レーダー・ホーミング（ARH）を併用する。

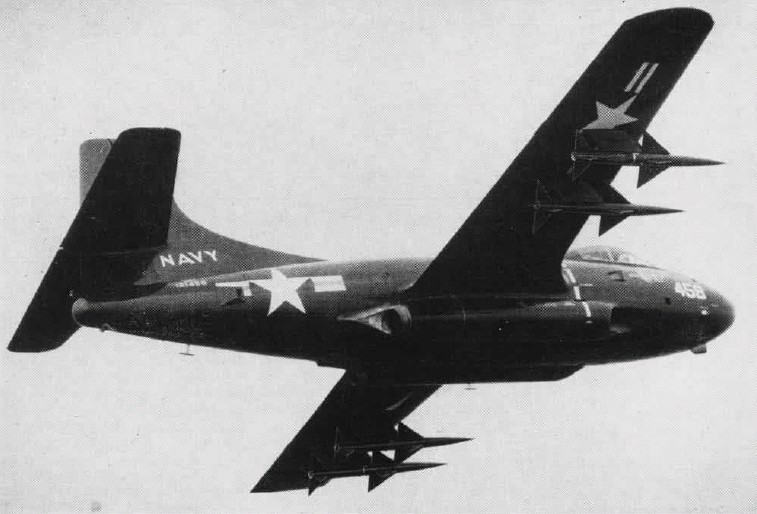
XF3Dに装着されたスパロー1

このようなミサイルは当初は単純なビームライディング設計だった。1954年にアメリカ海軍のスカイナイトに装備されたスパロー1は最初に運用されたBVRミサイルだった。 これらの原始的なBVRミサイルは間もなくSARHを使用したミサイルに置き換えられた。これは発射する航空機のレーダーで目標を直接照射してミサイルの追尾装置は目標からの反射を"見る"事により単一目標追尾（STT）モードで"捕捉"する。レーダーアンテナは目標に当たるまで"照射"しなければならない。レイセオン AIM-7 スパローやR-27のようなミサイルは、レーザー誘導弾が反射したレーザー波を追尾するのと同じように、反射波を追尾する。いくつかの長射程ミサイルは現在でもこの技術を使用する。
最初にアクティブレーダー追尾装置を導入した空対空ミサイルは1972年に運用開始のF-14 トムキャットによって運搬されるAIM-54 フェニックスである。これにより危険の伴う発射装置から命中するまでのレーダーの照射が不要になった。フェニックスとF-14のAN/AWG-9レーダーは複数の目標を個別に追尾して発射可能でF-14/フェニックスは1991年にAMRAAMが導入されるまで唯一のものだった。

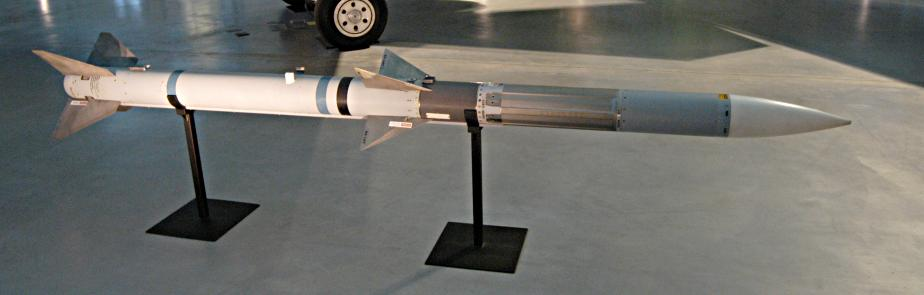
AIM-120 AMRAAM

レイセオンのAIM-120 AMRAAMやヴィーンペルの生産するR-77ような新型の打ちっぱなし式ミサイルでは慣性誘導システム（INS）と組み合わせて発射した航空機からの目標情報と視界外射程射撃のための片方または双方向データリンクによる更新と典型的なARHによる最終誘導への切り替えを併用する。この種のミサイルはミサイルを発射した後は目標を発射した航空機から照射する必要が無いだけでなく発射する為のレーダーでの捕捉は全て不要で目標追尾情報のみで良いという利点を備える。これによりミサイル発射後に目標を見失う危険性や同様に発射後、航空機が旋回してもミサイルは最終追尾段階に入ったり他の航空機の撃墜に向う。ヒューズ・エアクラフト（現在の レイセオン）のAIM-54 フェニックスミサイルとヴィーンペルの製造するR-37のような超長射程ミサイルも同様にこの技術を使用する。

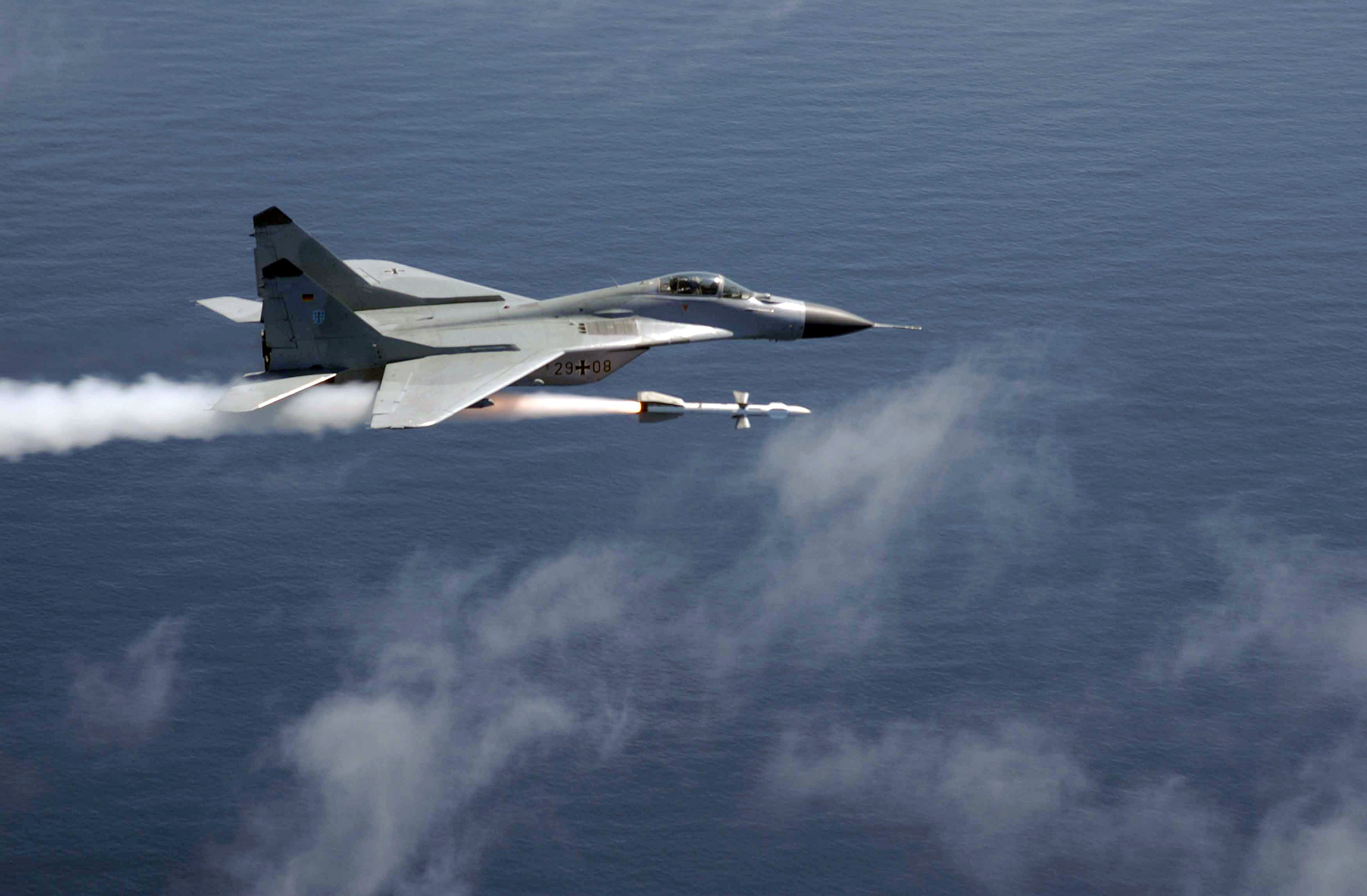
R-27を発射するMiG-29

R-27のいくつかの派生型はSARHを初期誘導で使用し、最終段階で赤外線誘導を使用する。この種のミサイルは打ちっぱなし式よりも飛行の多くの部分でアクティブ誘導を必要とするが、たとえ最終的な数秒間で捕捉が外れても2方式の誘導を併用するのでチャフを散布しても逃げ切る事は困難である。
有視界外ミサイルの効果には批判が伴う。大きな戦果をあげたとされる砂漠の嵐作戦時でさえ早期警戒管制機、F-15CのNCTR（非協力的目標識別、en）と同様に敵の問題等の要素が大きく影響したとされる。またBVRを主要な手段とするにはIFF技術（敵味方識別装置）の信頼性がまだ不十分である。

## 近年の動向
中国軍が開発したPL-15が2016年に登場して以降、アメリカ合衆国には対抗できるミサイルが存在せず、2020年代に入ってから、新型の長距離空対空ミサイルの開発が急ピッチで進められている。

### ・AIM-174B
SM-6艦対空ミサイルを転用した空対空ミサイル。重さは861kgであり、AMRAAMの約5倍の重さである。射程は240km以上（推定では400km以上）、マッハ3.5、アクティブレーダーホーミング。SM-6と同様に、対艦、対地にも使える一種の万能ミサイル。シーカーはAMRAAM（AIM-120C)のものを改良して使用している。レイセオン社が開発。

### ・AIM-260
AMRAAMと同程度の大きさで、射程は最低でも200kmとなる長距離ミサイル。マッハ5、アクティブレーダーホーミング。ロッキードマーティン社が開発。

### ・Long-Range Engagement Weapon
レイセオン社が開発する上記とは別の新型ミサイル。詳細な情報はまだ公開されていない。

## 視程外射程ミサイルの一覧
アメリカ合衆国
- AIM-54 フェニックス
- AIM-7 スパロー
- AIM-120 AMRAAM
- AIM-174B
- AIM-260

 イギリス
- スカイフラッシュ

 イスラエル
- ダービー

 中華民国（台湾）
- 天剣2型

 日本
- 99式空対空誘導弾

 フランス
- MICA

 ソビエト連邦/ ロシア
- R-27
- R-33
- R-37
- R-40
- R-77

 インド
- アストラ

 中国
- PL-12 (SD-10)
- PL-21

 南アフリカ共和国
- Rダーター

国際共同
- ミーティア

 ロシア/ インド
- KS-172(en)